# Bisdom Tursi-Lagonegro
Het bisdom Tursi-Lagonegro (Latijn: Dioecesis Tursiensis-Lacunerulonensis, Italiaans: Diocesi di Tursi-Lagonegro) is een in Italië gelegen rooms-katholiek bisdom met zetel in de stad Tursi. Het bisdom behoort tot de kerkprovincie Potenza-Muro Lucano-Marsico Nuovo en is samen met de aartsbisdommen Acerenza en Matera-Irsina en de bisdommen Melfi-Rapolla-Venosa en Tricarico suffragaan aan het aartsbisdom Potenza-Muro Lucano-Marsico Nuovo.

## Geschiedenis

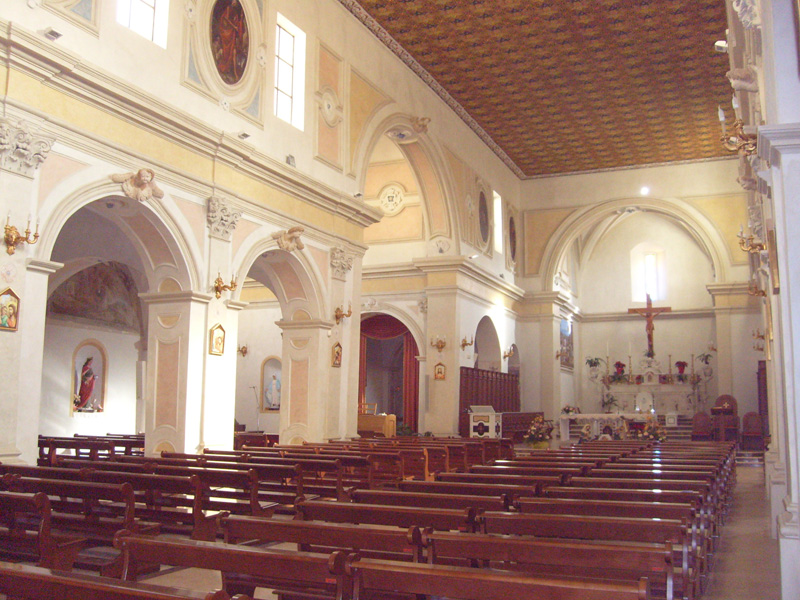
Kathedraal van Tursi

De geschiedenis van dit bisdom begint bij de oprichting van het bisdom Anglona in de 11e eeuw. In 1068 werd Anglona door paus Alexander II duffragaan gesteld aan het aartsbisdom Acerenza. In 1110 werd de zetel van het bisdom verplaatst van Anglona naar Tursi. Op 8 augustus 1545 werd de naam van het bisdom veranderd in Anglona-Tursi. Op 21 augustus 1976 werd het bisdom suffragaan aan het aartsbisdom Potenza-Muro Lucano-Marsico Nuovo en op 8 september van dat jaar werd de naam van het bosdom veranderd in Tursi-Lagonegro.